# Бої за Шушу (2020)
Бої за Шушу́ (азерб. Şuşa döyüşü; Şuşa uğrunda döyüş, вірм. Շուշիի ճակատամարտ; Shushii chakatamart) — бойові дії, що тривали з 4 по 8 листопада 2020 року під час Другої Карабаської війни.
Просуваючись від міста Джебраїл, азербайджанські військові взяли під контроль місто Гадрут у середині жовтня. Пізніше азербайджанські сили просунулися далі на північ, увійшовши в район міста Шуша. Азербайджан взяв під контроль село Чанакчи та частину стратегічної дороги Шуша-Лачин 4 листопада, а вірменські війська згодом закрили дорогу для мирного населення.
8 листопада президент Азербайджану Ільхам Алієв заявив, що азербайджанські сили взяли під свій контроль місто; Вірменія заперечувала надану інформацію. Наступного дня Міністерство оборони Азербайджану оприлюднило відео з міста, що підтвердило повний контроль Азербайджану. Того ж дня влада «НКР» підтвердила, що втратила контроль над Шушею.

## Передумови
Шуша — друге за величиною місто в Нагірному Карабасі. Це де-юре частина Шушинського району Азербайджану, хоча була під контролем невизнаної НКР з кінця Першої карабаської війни в 1994 році, як адміністративний центр Шушинського району. Місто розташоване на висоті 1300—1600 метрів над рівнем моря приблизно в 15 кілометрах від столиці регіону Степанакерта, яку азербайджанці називають Ханкенді. Два міста розділені долиною, а Шуша, яка служить буферною зоною для Степанакерта  і розташована в гірській місцевості з видом на регіон, описується як «стратегічна висота, з якої можна було б утримувати весь Нагірний Карабах під контролем». Стратегічне місто в народі називають «неприступною» гірською фортецею як вірмени, так і азербайджанці. Ключова дорога, що сполучає Ґоріс на півдні Вірменії до Степанакерта, проходить через Лачинський коридор та через Шушу; єдина інша велика дорога, що сполучає Вірменію з Нагірним Карабахом, проходить через гори Муровдаг на півночі Кельбаджарського району.
Місто має історичне, політичне та культурне значення як для вірмен, так і для азербайджанців. Шуша має особливе культурне значення для азербайджанців, які вважають місто своєю історичною столицею в регіоні, тоді як Казанчецоцький собор, який знаходиться в місті і належав до Арцахської єпархії, Вірменської апостольської церкви, має релігійне значення для вірмен.

## Хід бойових дій
Перелом у війні настав після того, як на початку жовтня Азербайджану вдалося взяти місто Джебраїл. Через кілька днів було взято Гадрут, великий населений пункт. З падінням Гадрута ситуація змінилася — азербайджанські війська стали просуватися більш інтенсивно, а вірмени — відступати. Після Джебраїла і Гадрута Азербайджан узяв під контроль Фізулі, Зангелан, Кубадли. Цілями цього наступу були місто Лачин, через який проходить шосе, що зв'язує Шушу і Степанакерт з Вірменією, а також саме місто Шуша.

### Бої на підступах до міста
Вранці 29 жовтня 2020 року влада НКР повідомила про важкі бої поблизу сіл Аветараноц, Тоні і Карабулак, розташовані на південний схід від міста. Увечері президент НКР оголосив в відеозверненні, що азербайджанська армія знаходиться вже в п'яти кілометрах від міста Шуша. На наступний день Міністерство оборони Вірменії повідомило про «інтенсивні бої» в районі міста, зокрема біля села Дашалти.
Тиждень в гірському масиві і ущелинах на південь від міста тривали бої. Вірменська сторона наносила артилерійські удари і готувала засідки проти азербайджанських підрозділів, які намагалися просунутися вгору до Шуші. Проте, до 4 листопада азербайджанцям вдалося взяти міцний контроль над горами на південь від Шуші і дороги Шуша — Лачин. 5 листопада ЗС Азербайджану вийшли до «дороги життя» у Нагірному Карабасі, котра сполучає місто Шуши та Лачин.
Перший штурм міста був здійснений 6 листопада азербайджанської піхотою і закінчився невдачею. Потім ударом РСЗВ була накрита друга колона озброєних сил Азербайджану.
7 листопада Міноборони НКР повідомило про запеклі бої на ділянці Шуша-Дашалти. Вдень президент Азербайджану Ільхам Алієв оголосив про взяття під контроль сіл Карабулак і Мошхмаат Ходжалинського району, розташованих на південний схід від міста. Кореспондент французької газети Le Monde повідомив з Степанакерта про доставлених в госпіталь міста десятків поранених військовослужбовців, і, що «захисники Шуші розірвані на шматки». Решта, за словами репортера, «спускаються з гір, виснажені, не знаючи, чи зможуть вони повернутися в бій, викидаючи по дорозі свій мундир». Битва за Шушу обернулася ввечері в п'ятницю 6 листопада на користь азербайджанських сил.

### Взяття Шуші

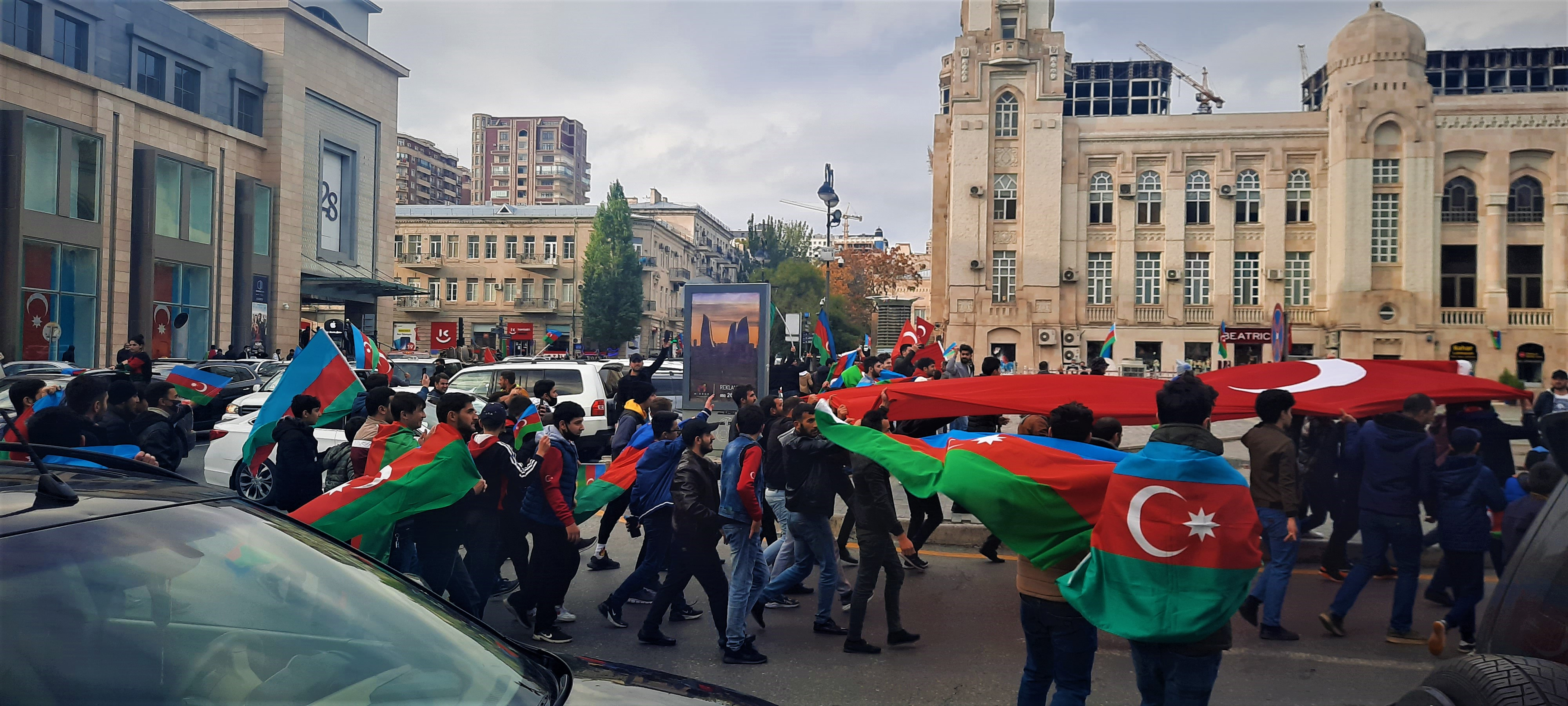
Святкування на вулицях Баку, 8 листопада

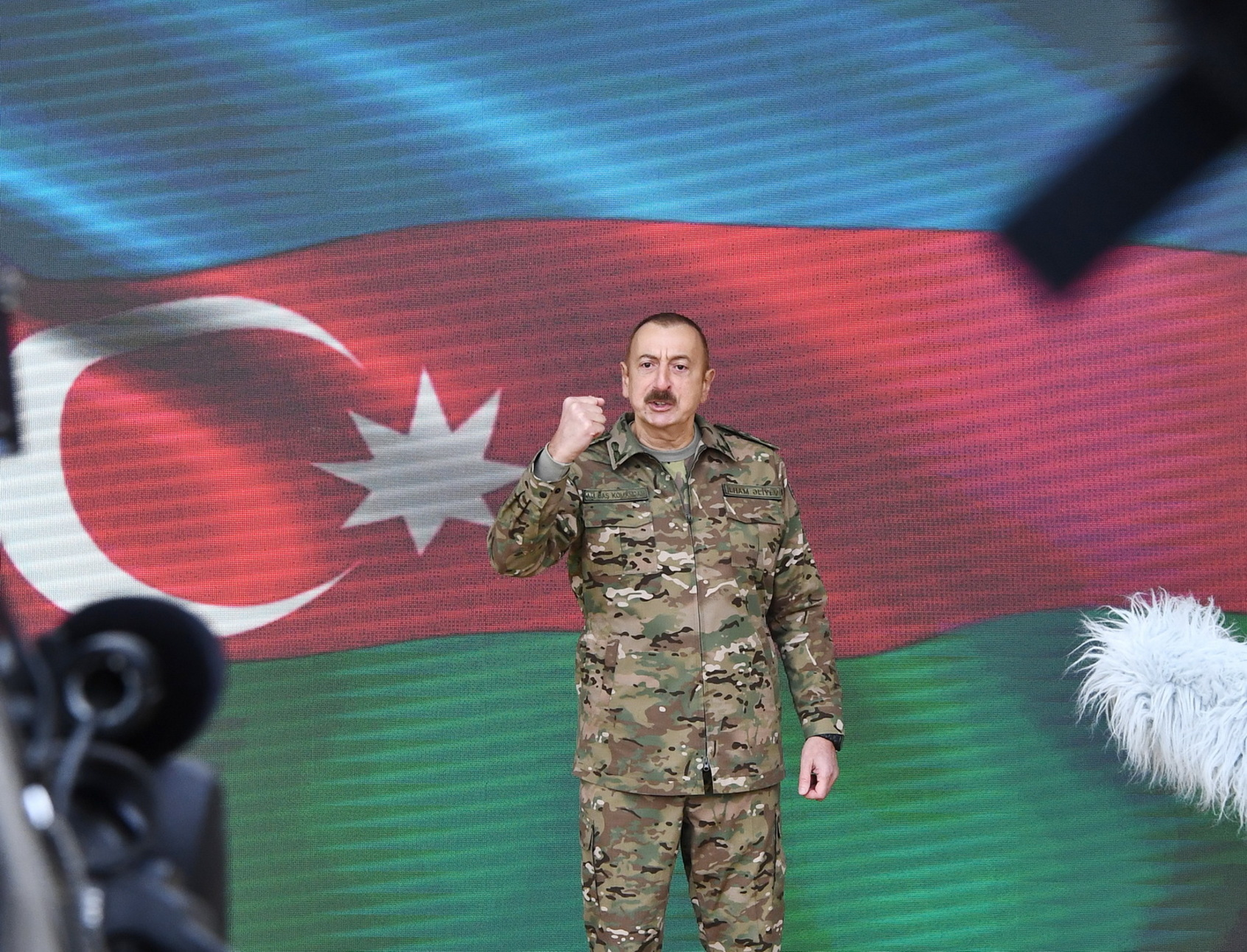
Президент Азербайджану Ільхам Алієв оголошує на Алеї шахідів в Баку про звільнення міста Шуша армією Азербайджану. 8 листопада 2020 року

8 листопада за стратегічне місто Шуша в Нагірному Карабасі тривали запеклі бої. З міста Ханкенді (Степанакерт) відбувалася евакуація мирного населення. Президент Азербайджану Ільхам Алієв оголосив в прямому ефірі про те, що місто Шуша зайняли азербайджанські військові.
|                                 | З почуттям безмежної гордості заявляю, що місто Шуша звільнено від окупації! Шуша наша! Карабах наш! Сердечно вітаю з цієї нагоди весь азербайджанський народ! Сердечно вітаю всіх мешканців Шуші! |
| — заявив президент Азербайджану | |

З міста Степанакерт почалась евакуація мирного населення.
9 листопада Міністерство оборони Азербайджану оприлюднило відео зі звільненого міста.
10 листопада 2020 року була опублікована спільна заява президента Азербайджанської Республіки, прем'єр-міністра Республіки Вірменія та президента РФ про повне припинення вогню і всіх військових дій в зоні карабаського конфлікту з 00:00 хвилин за московським часом.

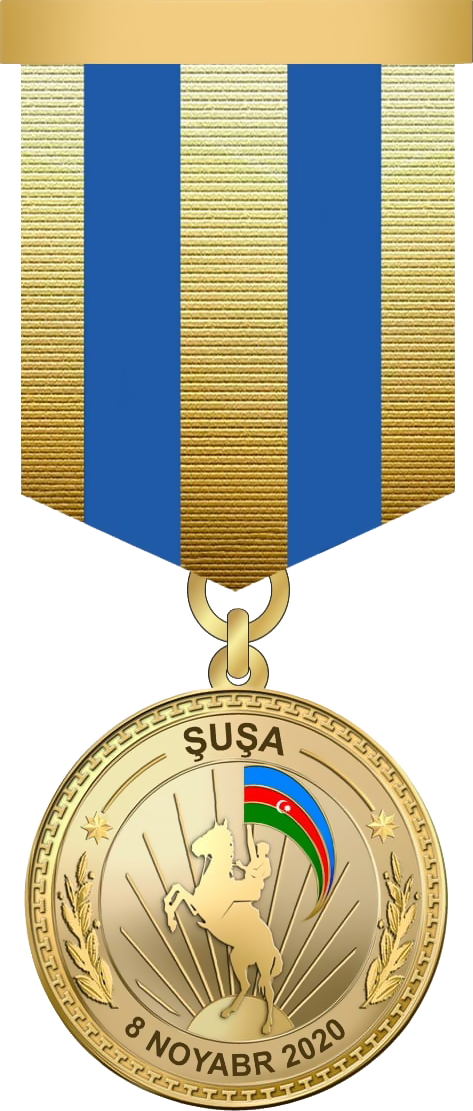
Медаль «За звільнення Шуші»

13 листопада на околиці міста відповідно до угоди був виставлений спостережний пункт російських «миротворців» 15-ї окремої мотострілецької бригади, яка тоді вже взяла під контроль Лачинський коридор. Інший блокпост, розташований на розгалуженні автодороги Горіс-Степанакерт біля північного в'їзду в місто, охороняли азербайджанські військовослужбовці. Обмін тілами загиблих на полі бою навколо міста Шуша військовослужбовців відбувся 14 листопада за посередництва і участі російських «миротворчих» сил. 16 листопада прем'єр-міністр Вірменії Нікол Пашинян заявив, що за останні 2 дні з Шуші було вивезено понад 300 тіл загиблих вірменських військовослужбовців.

## Наслідки
9 листопада було підписано тристоронню угоду про завершення Другої карабаської війни, підписану президентом Азербайджанської Республіки Ільхамом Алієвим, прем'єр-міністром Республіки Вірменія Ніколом Пашиняном і президентом Російської Федерації Володимиром Путіним.